# 리더십
리더십(영어: leadership)은 공동의 일을 달성하려고 한 사람이 다른 사람들에게 지지와 도움을 얻는 사회상 영향 과정이다. 지도력(指導力), 영도력(領導力, 문화어: 령도력) 혹은 지도성(指導性)이라고도 한다.

## 개요

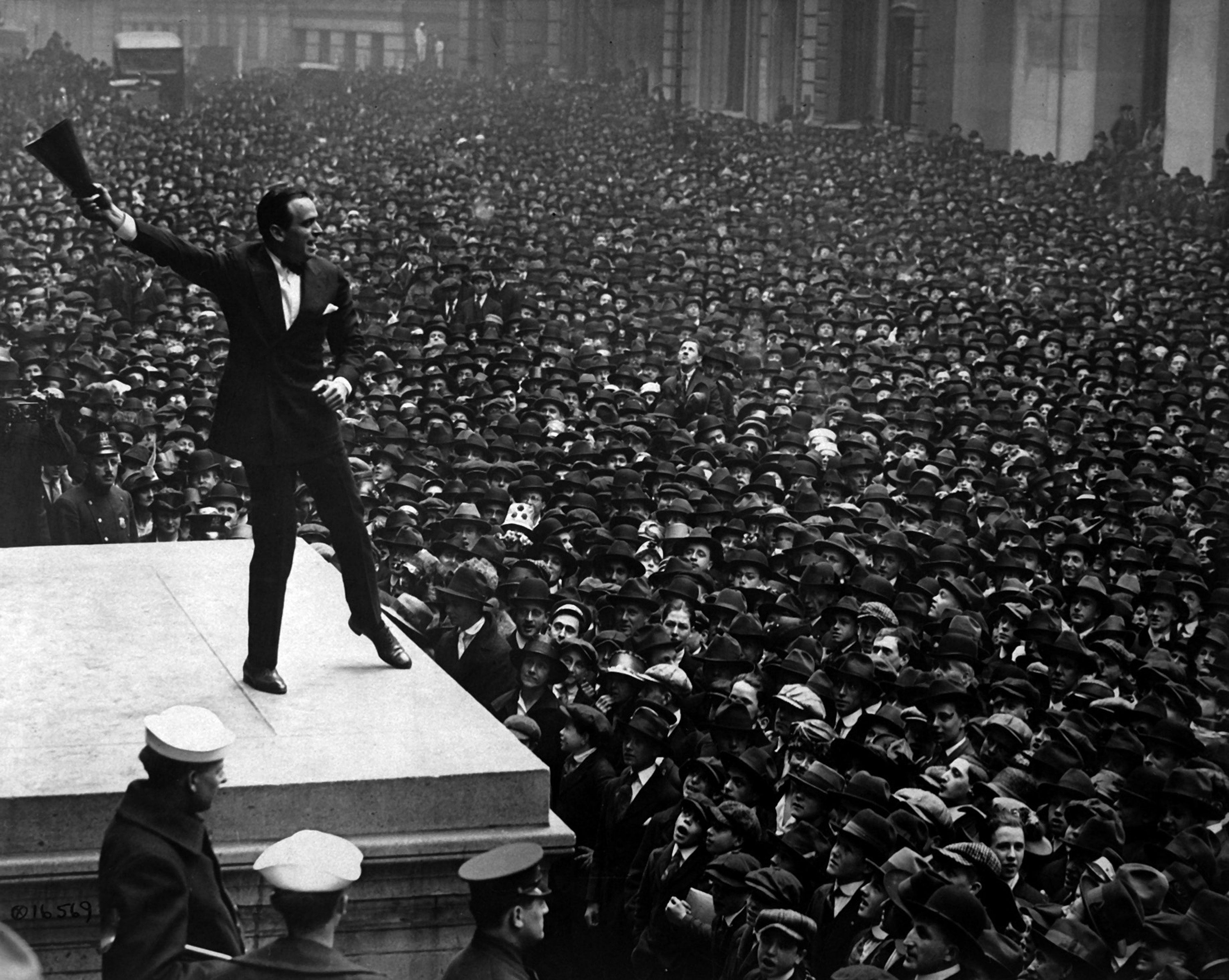
연설자와 청중

조직의 목적을 달성하려고 구성원을 일정한 방향으로 이끌어 성과를 창출하는 능력이다. 앨런 케이스(Alan Keith)는 "리더십은 궁극적으로, 대단한 일을 일으키는 데에 사람들이 공헌할 수 있게 하는 방법을 만들어내는 데 대한 것이다."라고 정의한다.
지도력은 조직 환경에 가장 중요한 관점 중 하나로 남아있으나 지도력은 상황별로 다르게 정의된다. 일반적으로 지도력은 조직의 문제점을 개선하고 조직이 환경 변화에 적응하게 하며, 구성원에게 동기를 부여한다. 일찍이 마키아벨리는 지도자가 성공하려면 능력을 반드시 갖춰야 한다고 주장했다. 그래야 지도자가 기회를 인식하고 포착할 수 있으며 상대보다 생각이 앞서고 그들과 하는 싸움에서 승리할 수 있다고 설명한다. 운(運)은 모든 전략적 판단에서 중요한 역할을 차지한다. 최대한 세밀하게 세운 계획이 예기치 못한 상황이 닥쳤을 때에는 운으로 말미암아 완벽히 전복할 수도 있으나, 역량 있는 지도자는 가능성이 기회로 바뀌는 때를 인식하고 경쟁자나 상대방보다 더 빨리 반응하여 행운의 이점을 활용할 수 있다고 마키아벨리는 주장한다.링컨 대학교의 조교수 앤 마리(Ann Marie E. McSwain)는 "지도력은 능력에 관한 것이다. 여기서 지도자의 능력이란 듣고 관찰하는 능력을 말하는데 모든 수준의 의사결정을 하는 가운데 대화에 힘을 고양하려는 것을 시작으로 하여 그들의 식견을 이용하고 의사결정에서 투명성과 절차를 확립하며 그들만의 가치와 전망을 분명하게 말하면서도 강요하지 않아야 한다. 지도력은 환경을 대상으로 한 것이지, 예정된 것에 반응하고 문제를 인식하고 변화 관리가 아닌 실질에 부합하게 개선하려는 변화를 제안하는 것만은 아니다."라고 주장하였다. 지도력을 연구하는 학자 버나드 배스(Bernadrd Bass)는 "지도자란 책임과 과업을 완수하려는 강한 동기와 목표를 추구하는 맹렬과 인내와 문제를 해결하려는 모험심, 창의성, 자신감, 결과를 대상으로 한 승복, 스트레스, 절망, 지체를 대상으로 한 인내라는 특징을 보인다."라고 결론했다.
지도자에게는 미래의 변화하는 환경에 어떻게 전망을 적합시켜 갈 것인지 판단하는 선견력(foresight), 전망이 조직의 전통과 문화를 거스리지 않게끔 뒤를 다독이는 능력(hindsight), 출현 가능한 새로운 발명품이나 경향으로 말마암은 충격을 해석하는 세계관(world view), 전체에 걸친 그림을 적절한 수준으로 자세히, 전체에 걸쳐 볼 수 있는 깊은 인식 능력(depth perception), 새로운 방향을 향한 경쟁자들과 다른 당사자들의 여러 반응을 이해하는 주변 파악 능력(peripheral vision), 환경이 변함에 따라 이전에 종합되어 수립된 방향을 지속으로 재검토하고 재수립하는 능력(revision)이 요구된다. 이 밖에도 지도자는 전망을 제시할 적절한 시기, 전망 인상의 단순성과 복잡성, 과거에서 연속되는 성질의 개념과 범위 설정, 낙관하고 비관하는 정도, 현실성과 신뢰성, 조직에 미치는 겉으로 드러나지 않고 숨은 상태로 존재하는 영향을 대상으로 한 의사결정을 내려야 한다. :130
이런 일을 간단히 "지도하다", "영도하다(문화어: 령도하다)", "리드(lead)하다"라고 부르며 이런 일하는 사람을 "지도자"(指導者), "영도자"(領導者, 문화어: 령도자), "리더"(leader)라고 부른다.
20세기 후반기간 지도력을 다룬 여러 주제는 미국이 대부분 주도했고 이 기간 미국은 이 여러 이론을 정치 지도자뿐만 아니라 세계에서 거의 유일하게 사업계 지도자들에게도 적용했다.

## 종류
거래상 리더십
지도자가 부하에게 일정한 거래 조건을 제시하는 방법으로 부하에게 동기를 부여하는 방식으로 한 지도력이다.
카리스마 리더십
지도자가 가지는 인간다운 매력, 외모, 분위기 등을 이용하여 부하를 복종시키는 방법으로써 통솔하는 지도력이다.
변혁 성격을 띤 리더십
현재 체제나 질서와 다른 방향으로 부하를 통솔하는 개혁을 지향하는 형태로 하는 지도력이다. 권력이란 어떤 행동을 시작하고 유지하고자 필요한 기본이 되는 에너지이다. 재언해서, 권력은 관심을 현실화 하고 그것을 유지하는 능력이듯이, 지도력이란 권력 선용이고 이것이 바로 변혁 성격을 띠는 지도력이다. :40

## 심리학 연구
심리학에서는 지도력을 어떤 집단이 그 집단의 목적을 달성하려는 활동에 영향을 주는 과정이라고 이해한다. 일반으로는 집단 지도자가 발휘하는 영향력이다.
심리학에서 지도력을 주제로 한 연구는 '특성 접근법', 즉 우수한 통솔자는 일반인보다 우수한 자질이 있다는 점을 전제하는 접근 방법에 따른다. 특성 접근 연구를 보면, 지능, 소양, 책임감, 참가성, 지위에 따라 이루어지며, '행동 접근법', 즉 통솔자의 행동에 주목하는 연구를 보면, 뛰어난 통솔자를 '전제형', '민주형', '방임형'이라는 세 종류로 분류하였고 우수한 지도력은 두 종류를 혼합했다고 규명됐으며, 그 뒤에 집단 특성이나 상황에도 주목하는 '상황 적응 접근법'를 좇는 연구를 보면, 최적 지도력은 상황에 따라 변화하고 집단 훈련도에 따라 구분하여 적용할 필요가 있다고 규명됐다. 즉 훈련도가 낮은 때는 설득하는 지도력이 적절하고 중간 정도에서는 참가하는 지도력, 훈련도가 높은 때는 위임하는 지도력이 유효하다는 주장이 제기된다.

## 상대 개념
지도력의 상대 개념으로 '팔로워십'(followership)이 있다. 팔로워십은 조직이 효과적으로 목표를 달성하기 위해서는 지도력뿐만이 아니라 리더를 뒷받침하는 부하나 구성원의 역량이 중요하다는 의미를 담고 있다.

## 같이 보기
- 수직적 리더십(vertical leadership)
- 수평적 리더십(horizontal leadership)
- 공유 리더십
- 분산 리더십(영어판)
- 집단 리더십
- 협업 리더십(영어판)
- 팀 빌딩
- 팀워크
- 협업
- 상황적 리더십 이론
- 군중심리학
- 자기애적 리더십(영어판)
- 리더십 대체 이론